# HZC

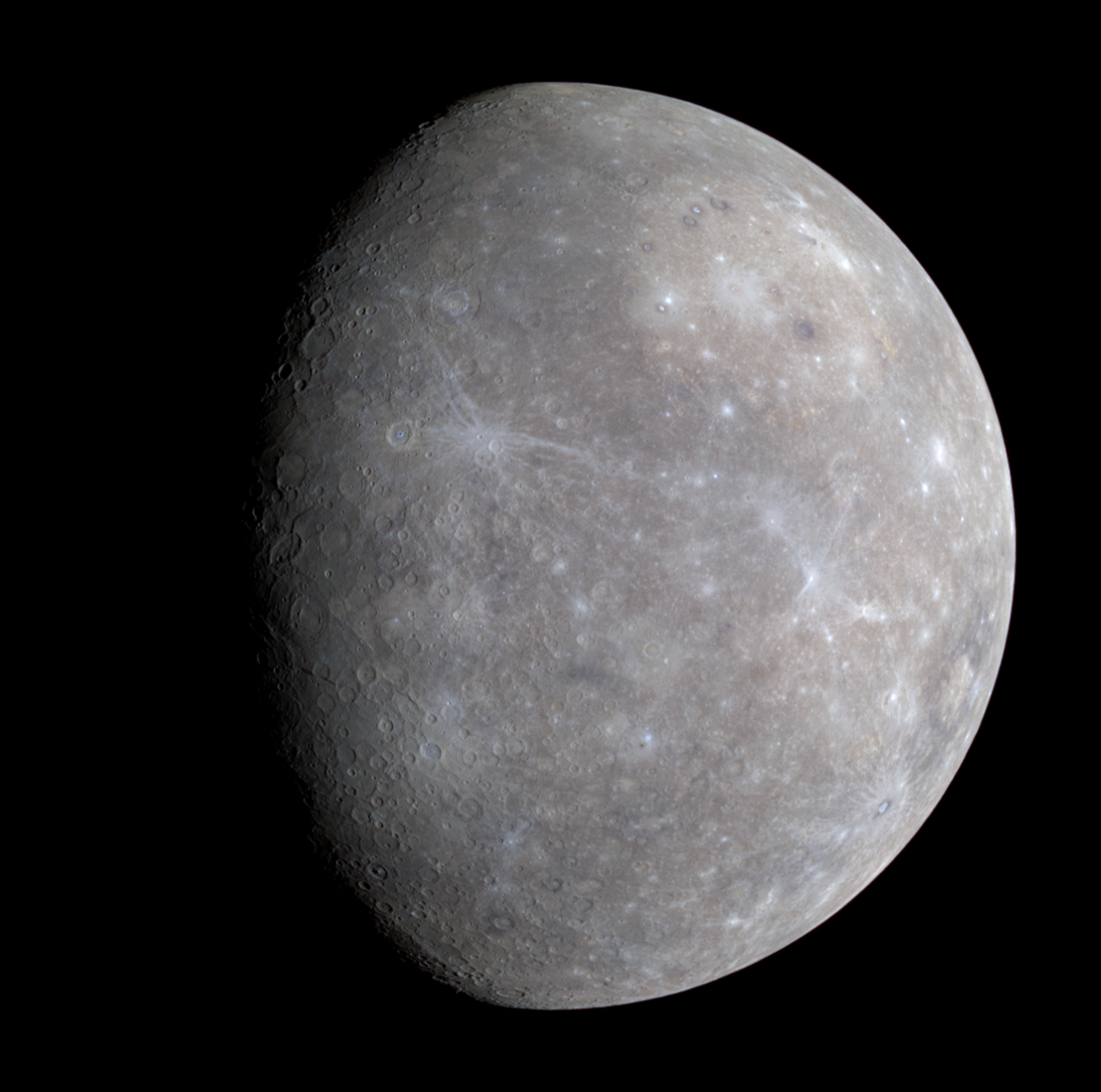
Mercurio es el segundo planeta más denso del sistema solar a pesar de ser el más pequeño, por la alta presencia de metales en su composición. Aun así, su HZC está muy por encima de -1.

El HZC (por sus siglas en inglés: Habitable Zone Composition) es un indicador desarrollado por el Laboratorio de Habitabilidad Planetaria («PHL») de la UPRA que mide la compatibilidad para la vida de la composición global de un planeta. Parte de la premisa de que cualquier cuerpo planetario necesita una combinación adecuada de hierro y elementos más ligeros (como el hidrógeno y el oxígeno) para ser potencialmente habitable.
Su valor para un planeta con capacidad para sustentar organismos vivos debe oscilar entre -1 y +1. Los objetos con un HZC inferior a -1 tienen altas concentraciones de hierro y son, probablemente, remanentes de gigantes gaseosos que han perdido sus atmósferas (planetas ctónicos); mientras que aquellos con valores superiores a +1 son casi con total certeza gigantes de gas. Frente a un valor de -0,31 para la Tierra, la mayor parte de los exoplanetas confirmados potencialmente habitables cuentan con un HZC estimado entre -0,11 (Kepler-298d) y -0,17 (Kepler-438b).

## Composición planetaria
Las investigaciones realizadas en el campo de la exoplanetología se encuentran muy limitadas por las enormes distancias del espacio interestelar y las escasas prestaciones de las herramientas de observación disponibles. Por esta razón, gran parte de los resultados que arrojan organismos como la NASA y el PHL se basan en estimaciones realizadas con los pocos datos conocidos (como la masa, radio, y separación entre el planeta y su estrella o semieje mayor) o en la comparación con objetos del sistema solar. Algunos factores especialmente útiles para identificar la composición de un planeta son la metalicidad de su estrella y el lugar que ocupa entre el resto de objetos del sistema (dado que los modelos sugieren que la mayor parte de los elementos «pesados» se concentran en regiones internas del disco protoplanetario), aunque no se emplean en el cálculo del HZC.
La composición de un planeta parece guardar también una estrecha relación con sus dimensiones. Las investigaciones del equipo de Courtney Dressing, del Harvard-Smithsonian Center for Astrophysics (CfA), demuestran la existencia de un límite aproximado de 1,6 radios terrestres (R⊕), que marca la separación entre planetas terrestres y gigantes gaseosos. A partir de ahí, la probabilidad de que los planetas reúnan importantes cantidades de elementos ligeros durante su formación aumenta de forma significativa, dando lugar a objetos de tipo minineptuno.

## Cálculo del HZC

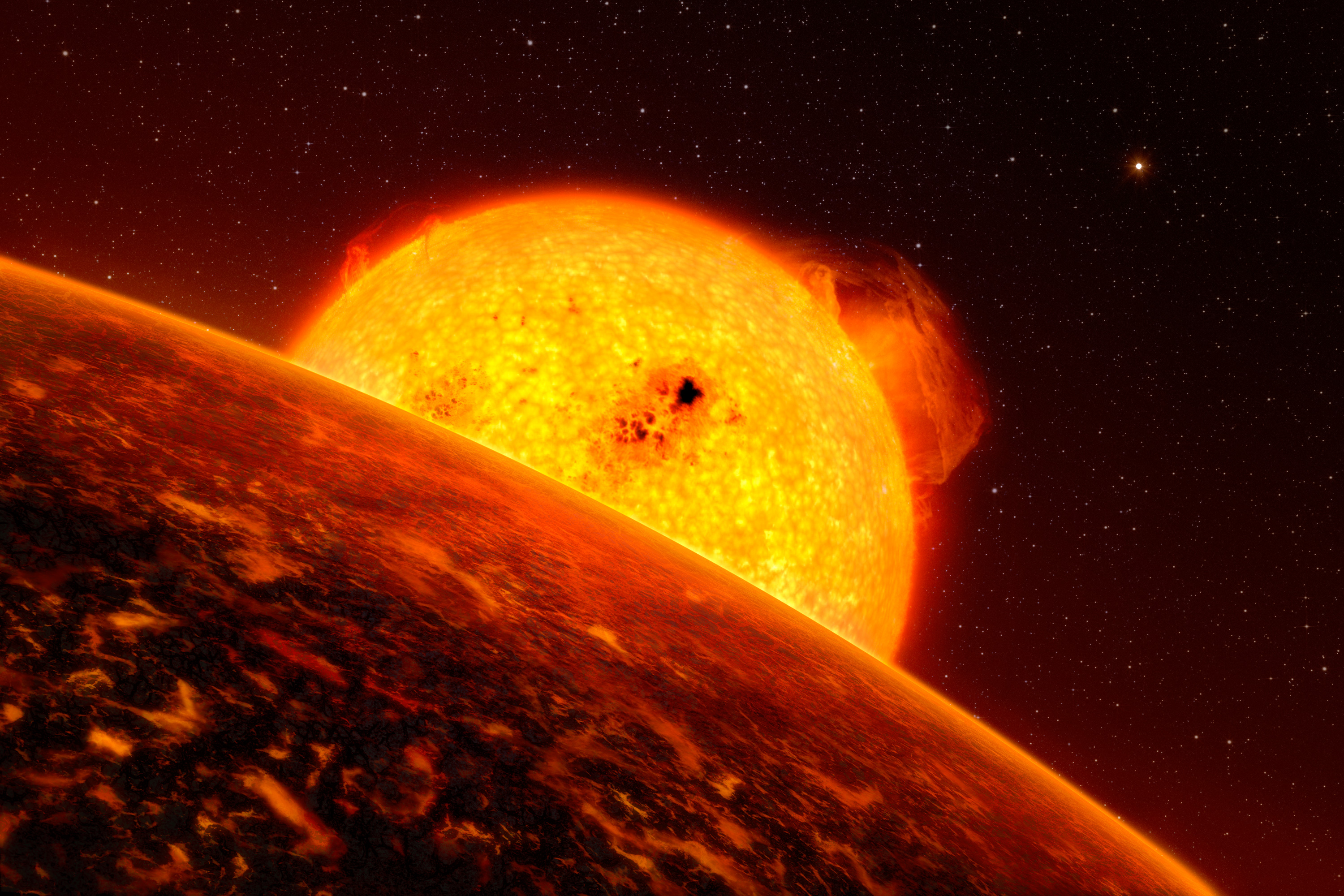
Impresión artística de COROT-7b, un posible planeta ctónico.

El HZC se calcula estimando la masa y radio de un planeta si su composición fuera de hierro puro y comparándola con los valores correspondientes si únicamente estuviese compuesto de agua. Normalmente, solo uno de estos dos parámetros se conoce con relativa exactitud, que varía en función del método de detección empleado (si el hallazgo ha sido confirmado por tránsitos entre el planeta y su estrella, su radio será identificado con cierta precisión; mientras que si lo ha sido por velocidad radial, su masa se conocerá con relativa fiabilidad).
Un HZC próximo a cero indica una composición similar a la terrestre, aunque teóricamente cualquier planeta que registre valores entre -1 y +1 podría ser habitable. Los extraños casos en los que un cuerpo planetario tenga un HZD inferior a -1, probablemente serán gigantes gaseosos situados muy próximos a sus estrellas que hayan perdido gran parte o la totalidad de sus atmósferas, dejando tras de sí su núcleo desnudo (denominado planeta ctónico). Por otro lado, aquellos que registren valores por encima de +1 serán, casi con total seguridad, gigantes gaseosos.

### Expresión matemática
El HZC se calcula mediante:
{\displaystyle \ HZC={\frac {2r-r_{0}({m})-r_{i}({m})}{r_{0}({m})-r_{i}({m})}}}
A su vez, rx(m) se extrae de:
{\displaystyle \ r_{x}(m)={{r_{1}}10}^{{k_{1}}+{\frac {1}{3}}{\log({\frac {m}{m_{1}}})}-{k_{2}}({\frac {m}{m_{1}}})^{k_{3}}}}
Donde m y x son la masa y el radio del planeta para una composición x (hierro o agua), respectivamente. Las constantes son m1 = 5.80, r1 = 2.52, k = [-0.209490, 0.0804, 0.394] para hierro puro (ri); y m1 = 5.52, r1 = 4.43, k = [-0.209396, 0.0807, 0.375] para agua pura (r0). Esta ecuación solo es válida para objetos con menos de 20 masas terrestres (M⊕).

## HZC de exoplanetas confirmados
A continuación, figura una lista de los exoplanetas confirmados con mayor Índice de Similitud con la Tierra ordenados en función de este y sus respectivos HZC:
| Planeta          | IST  | HZC   |
| ---------------- | ---- | ----- |
| Kepler-438b      | 0,88 | -0,17 |
| Kepler-296e      | 0,85 | -0,16 |
| Gliese 667 Cc    | 0,84 | -0,15 |
| Kepler-442b      | 0,84 | -0,16 |
| Kepler-62e       | 0,83 | -0,15 |
| Kepler-452b      | 0,83 | -0,15 |
| Gliese 832 c     | 0,81 | -0,15 |
| EPIC 201367065 d | 0,80 | -0,15 |
| Kepler-283c      | 0,79 | -0,14 |
| Tau Ceti e       | 0,78 | -0,15 |